# (58672) Remigio
(58672) Remigio est un astéroïde de la ceinture principale.

## Description
(58672) Remigio est un astéroïde de la ceinture principale. Il fut découvert le 28 décembre 1997 à Monte Viseggi par l'observatoire astronomique du Mont Viseggi. Il présente une orbite caractérisée par un demi-grand axe de 2,62 UA, une excentricité de 0,24 et une inclinaison de 12,2° par rapport à l'écliptique.

## Compléments